# شرکت هلدینگ صنایع کشاورزی چین
شرکت هلدینگ صنایع کشاورزی چین (انگلیسی: China Agri-Industries Holdings) شرکت کشاورزی چینی است، که در سال ۲۰۰۶ تأسیس شد.